# Paljevine (Ivanska)
Paljevine falu Horvátországban Belovár-Bilogora megyében. Közigazgatásilag Ivanskához tartozik.

## Fekvése
Belovártól légvonalban 9, közúton 11 km-re délre, községközpontjától 5 km-re északra, Utiskani és Narta között fekszik. Északról teljesen egybeépült a Štefanje községhez tartozó Nartával. Két településrésze a nyugati Dolnja és a keleti Gornja Paljevina, mely már közvetlenül a Nartai tórendszer partján fekszik.

## Története
Paljevine csak a 19. század közepén lett önálló település, azelőtt Nartához tartozott. A katonai közigazgatás megszüntetése után Magyar Királyságon belül Horvátország része, Belovár-Kőrös vármegye Belovári járásának része lett. A településnek 1890-ben 215, 1910-ben 437 lakosa volt. 1918-ban az új szerb-horvát-szlovén állam, majd később Jugoszlávia része lett. 1941 és 1945 között a németbarát Független Horvát Államhoz, majd a háború után a szocialista Jugoszláviához tartozott. A háború után a fiatalok elvándorlása miatt lakossága folyamatosan csökkent. 1991-től a független Horvátország része. 1991-ben lakosságának 68%-a horvát, 21%-a szerb nemzetiségű volt. A délszláv háború idején mindvégig horvát kézen maradt. 1993 az óta önálló Ivanska község része, azelőtt Csázma községhez tartozott. 2011-ben a településnek 240 lakosa volt.

## Lakossága
| Lakosság változása | Lakosság változása | Lakosság változása | Lakosság változása | Lakosság változása | Lakosság változása | Lakosság változása | Lakosság változása | Lakosság változása | Lakosság változása | Lakosság változása | Lakosság változása | Lakosság változása | Lakosság változása | Lakosság változása | Lakosság változása |
| ------------------ | ------------------ | ------------------ | ------------------ | ------------------ | ------------------ | ------------------ | ------------------ | ------------------ | ------------------ | ------------------ | ------------------ | ------------------ | ------------------ | ------------------ | ------------------ |
| 1857               | 1869               | 1880               | 1890               | 1900               | 1910               | 1921               | 1931               | 1948               | 1953               | 1961               | 1971               | 1981               | 1991               | 2001               | 2011               |
| 0                  | 0                  | 0                  | 215                | 389                | 437                | 387                | 431                | 460                | 454                | 431                | 393                | 329                | 295                | 285                | 240                |

(1880-ig lakosságát Nartához számították.)

## Nevezetességei
A Szentháromság tiszteletére szentelt római katolikus kápolnája 1936-ban épült a falu lakóinak kétkezi munkájával és adományaiból a Kolarevo Seloról Ivanska és a Nartáról Garešnica felé menő utak kereszteződésébe. Felszentelése 1936. június 14-én történt. Hosszúsága 5, szélessége 3 méter. Harangtornya a homlokzat felett áll benne egy haranggal. Oltárképe a Szentháromságot ábrázolja, mellette Szent Józsefet és Illés prófétát ábrázoló képek láthatók a kápolnában. Valamennyit az ivanskai Jure Mrazović festette.